# Apache Nutch
Apache Nutch is een open source internetzoekmachine, gebouwd op Lucene, dat een alternatief biedt voor commerciële zoekmachines waaronder Google en Bing. Omdat Nutch in Java geschreven is, is het beschikbaar voor meerdere platformen. De software wordt vrijgegeven onder de Apache-licentie 2.0.